# Furi Antià
Furi Antià (llatí: Furius Anthianus, o potser Anthus) va ser un jurista romà de data incerta probablement en època d'Alexandre Sever al segle iii.
Va escriure una obra en cinc llibres sobre els edictes que al Digest porta per títol μέρος ἐδίκτου βιβλία πέντε, però només se'n conserven tres extractes, tots ells del llibre primer. Això fa pensar que els compiladors del Digest només tenien una còpia imperfecta de l'obra.